# Sultan Shoal
Sultan Shoal est une île située au Sud-Ouest de l'île principale de Singapour. 

## Géographie
Célèbre pour son phare, elle s'étend sur environ 148 m de longueur pour une largeur approximative de 83 m.

## Histoire
Le phare a été construit en 1895 pour remplacer une balise qui y avait précédemment été établie.